# Sjarhej Karnejeu
Sjarhej Iwanowitsch Karnejeu (belarussisch Сяргей Карнееў, russisch Сергей Корнеев/Sergei Iwanowitsch Kornejew, englisch Siarhei Karneyeu; * 24. November 1988 in Minsk, Weißrussische SSR) ist ein ehemaliger belarussischer Boxer.

## Karriere
Sein größter Erfolg im Nachwuchs war der Gewinn einer Bronzemedaille im Mittelgewicht bei der Kadetten-Weltmeisterschaft 2005 in Liverpool. Weiters war er Teilnehmer der Kadetten-Weltmeisterschaft 2003 in Bukarest, der Kadetten-Europameisterschaft 2003 in Kaunas und 2004 in Saratow, sowie der Junioren-Weltmeisterschaft 2006 in Agadir und der Junioren-Europameisterschaft 2007 in Sombor.
2008 gewann er eine Bronzemedaille im Halbschwergewicht bei den World University Championships in Kasan und die Silbermedaille im Halbschwergewicht bei den Europameisterschaften 2008 in Liverpool; nach Siegen gegen Constantin Bejenaru, Obed Mbwakongo und René Krause, war er im Finale gegen Oleksandr Ussyk unterlegen.
Bei der Weltmeisterschaft 2009 in Mailand schied er in der Vorrunde gegen Hrvoje Sep und bei der Europameisterschaft 2010 in Moskau im Achtelfinale gegen Boško Drašković aus.
Bei der Europameisterschaft 2011 in Ankara verlor er im Viertelfinale knapp gegen Johann Witt und nahm an der Weltmeisterschaft 2011 in Baku teil, wo er sich mit Siegen gegen Deivi Julio, Michał Olaś, Julio Castillo und Chouaib Bouloudinats ins Halbfinale des Schwergewichts vorkämpfte und dort mit einer Bronzemedaille gegen Oleksandr Ussyk ausschied. Mit diesem Erfolg war er für die Olympischen Spiele 2012 in London qualifiziert. Er konnte dort Julio Castillo besiegen, verlor jedoch im Viertelfinale knapp mit 19:19+ gegen Teymur Məmmədov.
2013 unterlag er im Viertelfinale der Europameisterschaft in Minsk gegen Alexei Jegorow und in der Vorrunde der Weltmeisterschaft in Almaty gegen Jewgeni Tischtschenko. 2014 gewann er die Goldmedaille im Schwergewicht bei den World University Championships in Jakutsk.
2015 unterlag er im Viertelfinale der Europameisterschaft in Samokow erneut gegen Jewgeni Tischtschenko und bei der Weltmeisterschaft in Doha in der Vorrunde gegen Nikolajs Grišuņins.
Im April 2016 verlor er bei der europäischen Olympiaqualifikation in Samsun gegen Tomi Honka und im Juni 2016 beim Olympiaqualifikationsturnier in Baku gegen Efetobor Apochi.
Zwischen 2011 und 2014 boxte er zudem für die Teams Los Angeles Matadors und Ukrainian Otamans in der World Series of Boxing, wo ihm Siege gegen Rafael Lima Artur Mann und Clemente Russo gelangen. In einem weiteren Kampf verlor er gegen Jewgeni Tischtschenko.
Zudem boxte er 2018 für den BC Chemnitz in der 1. Deutschen Bundesliga.